# Çaykur Rizespor Kulübü
El Çaykur Rize Gençlik ve Spor Kulübü Derneği (en español: Asociación del Club Deportivo Juvenil Çaykur de Rize), conocido simplemente como Çaykur Rizespor, es un equipo de fútbol de Turquía con sede en la ciudad de Rize. Actualmente juega en la Superliga de Turquía, la primera división de fútbol del país.

## Historia
El club fue fundado en 1953 como Rizespor y tuvo su estatus de equipo profesional en 1968. Desde 1990, la compañía turca Çaykur, que comercializa té en el país lo patrocina, porque el nombre y la imagen de una hoja té identifican al club, siendo la hoja del té la insignia del club.

## Jugadores destacados
| - Klodian Duro - Zdravko Zdravkov - Nicolas Alnoudji - Ibrahim Ba - Besheer El-Tabei - Ayman Abdelaziz - Jürgen Pahl - David Loria - Samat Smakov - Theo Weeks - Florin Cernat - David Depetris - Freddy Adu | - Altan Aksoy - Ünal Alpuğan - Koray Avcı - Devran Ayhan - Yasin Çakmak - Murat Ceylan - Kemalettin Şentürk - Fahri Tatan - Suat Usta - Erhan Albayrak |

## Palmarés
- TFF Primera División: 1

2017-18

## Participación en competiciones de la UEFA
| Temporada | Torneo         | Ronda | Club      | Casa | Visita | Global |
| --------- | -------------- | ----- | --------- | ---- | ------ | ------ |
| 2001      | Copa Intertoto | 2     | FK Pobeda | 0–2  | 1–2    | 1–4    |